# Beryl (fusil)
Pour les articles homonymes, voir Béryl (homonymie).
Le Kbs wz. 1996 Beryl est un fusil d'assaut polonais chambré en 5,56 x 45 mm OTAN, conçu et produit par Fabryka Broni Radom, dans la ville de Radom. Ce fusil doit remplacer l'AKMS, chambré en 7,62 x 39 mm, ainsi que le Tantal, chambré en 5,45 × 39 mm, au sein des forces armées polonaises.

## Développement
Les travaux de développement sur un nouveau fusil d'assaut conçu pour utiliser les munitions au standard OTAN ont été entrepris en 1995, alors qu'une carabine au fonctionnement 5,56 mm OTAN existait déjà depuis 1991 à Radom, connu sous le nom de wz. 1991 (un wz. 1988 Tantal rechambré). Les spécifications pour la nouvelle arme ont finalement été approuvées en février 1995, et en décembre de la même année, un lot de prototypes de 11 fusils Beryl a été produit. En 1997, l'arme a été évaluée avec succès et adoptée dans l'armée sous le nom de Karabinek szturmowy wz. 1996 (littéralement : « carabine d'assaut modèle 1996 »).
En septembre 2017, un contrat pour le remplacement de 32 000 Beryl par des fusils d'assaut FB MSBS Grot C16 (eux aussi en 5,56 mm OTAN) a été signé avec la Fabryka Broni-Łucznik de Radom. Il a été complété d'une commande de 18 000 fusils supplémentaires pour parvenir à l'équipement d'1/3 des soldats de l'armée polonaise.

## Détails de conception
Le schéma de configuration et le système d'exploitation du Beryl sont similaires à ceux du Tantal, mais les différences sont nombreuses : le canon, le garde-main, la crosse…

## Carrière opérationnelle
Depuis sa mise en service dans l'armée de terre polonaise, la CA Beryl WZ 1996 a connu les conflits et missions suivants :
- la guerre du Kosovo (1999) ;
- la guerre d'Afghanistan (2001) ;
- la guerre d'Irak (2003-2008) ;
- la mission EUFOR Tchad/RCA (2007-2009).

## Utilisateurs
- Afghanistan - un nombre non spécifié donné par la Pologne.
- Lituanie - environ 80 wz. 1996A (10 avec lance-grenades wz. 74 Pallad de calibre 40 mm et 10 avec CWL-1) utilisés par les forces spéciales et unités de reconnaissance[2]
- Nigeria - 1 000 Beryl M762 (version wz. 96C chambrée en calibre 7,62 × 39 mm M43 ) livrée à l’armée nigériane en 2014, 500 en 2015[3]. L'entreprise espère une commande totale de 6 000 exemplaires[4]. En juillet 2017, l'armée nigériane a 2 000 de ces armes[5].
- Pologne - environ 80 500 unités (+ 74 147 wz. 96C Beryl en commande[6]), en incluant toutes les versions (wz. 1996A, wz. 1996B, wz. 1996C et le Mini-Beryl)[7],[8]